# I. Vonónész pártus király
I. Vonónész (görög feliratú pénzein ΟΝΩΝΗΣ - Onónész) a Pártus Birodalom királya i. sz 8-tól i. sz. 12-ig, majd Örményország királya 18-ig.

## Származása
Vonónész IV. Phraatész király legidősebb fia volt. Tacitus római történetíró szerint rokonságban állt a szkíták királyával. Phraatész i. e. 30 körül valóban a szkíták segítségével szerezte vissza trónját a bitorló II. Tiridatésztől, így lehetséges, hogy a szövetség megpecsételésére feleségül vette az egyik törzsfő lányát és ebből a házasságból származott Vonónész. I. e. 10-9 körül Phraatész új felesége rábeszélésére Rómába küldte három idősebb fiát (köztük Vonónészt), hogy ne avatkozhassanak be legkisebb fia, Phraatakész örökösödésébe. Ezt az esetet Augustus császár fel is használta propagandájában, úgy állítva be a helyzetet, mintha Parthia alávetné magát Rómának.

## Uralkodása

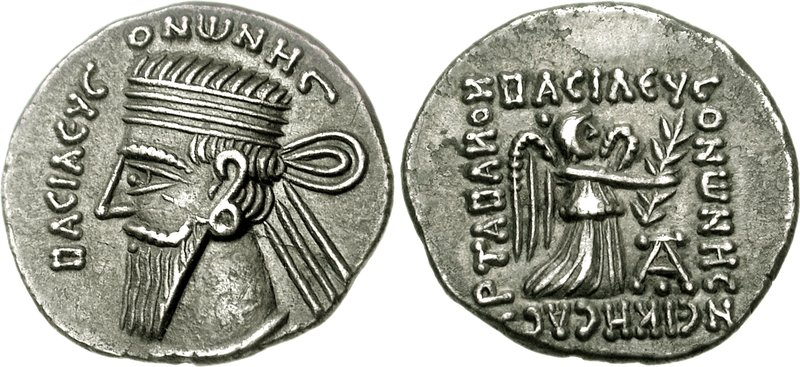
I. Vonónész pénze

Miután i. sz. 6 körül az akkori pártus uralkodót, III. Oródészt meggyilkolták, az arisztokrácia Augustushoz fordult, és kérték az egyik Phraatész-fiú kiadását, hogy a pártus trónra ültethessék. Augustus Vonónészt küldte, aki azonban a nemesség egy része hosszas ott-tartózkodása után az ősellenség rómaiak emberének tartott. Hamarosan fel is lázadtak ellene és a szintén az Arszakida házból való II. Artabanoszt kiáltották ki királlyá. Vonónész az első csatában győzelmet aratott, de aztán vereséget szenvedett.
Vonónész i. sz. 12-ben a római-pártus vetélkedés egyik színterére, az akkor éppen római befolyás alatt álló Örményországba menekült, ahol éppen egy lázadás vetett véget V. Tigranész és társuralkodója, Erato (az előző király felesége) uralmának. Róma jóváhagyásával a nemesség Vonónészt királyává választotta. II. Artabanosz megpróbálta elűzni Vonónészt és saját fiát ültetni az örmény trónra; ezt azonban a rómaiak nem tűrhették és Tiberius császár fogadott fiát, Germanicust küldte, hogy akár háborúval, de a római befolyási zónában tartsa Örményországot. Fegyveres összecsapásra nem került sor, Germanicus kiegyezett Artabanosszal, hogy eltávolítják Vonónészt és helyére I. Polemón pontoszi király fiát, III. Artaxiaszt ültetik. Egyúttal Róma elismerte Artabanoszt a Pártus Birodalom legitim uralkodójának. A két birodalom közötti szerződést Artabanosz és Germanicus i. sz. 18-ban az Eufrátesz határfolyó egy szigetén kötötte meg. A rómaiak ezután Syriában tartották házi őrizetben Vonónészt, de királyi rangjának megfelelő körülmények között. Később a ciliciai Pompeiopolisba költöztették. I. sz. 19-ben megvesztegette őreit és megszökött hogy a szkítákhoz meneküljön, de egy folyónál elfogták és őreinek parancsnoka a kardjával leszúrta.
Halálának híre megosztotta a pártus arisztokráciát, amely egyáltalán nem támogatta egyöntetűen Artabanosz uralmát. A keleti tartományok (Szakasztán, Drangiana és Arakhoszia) kormányzója Gondopharész fel is lázadt, felvette a "királyok királya" címet és megalapította a független Indo-pártus királyságot. Vonónész fia, Meherdatész 49-ben fellázadt II. Gotarzész uralma ellen, de két évvel később legyőzték, elfogták és füleinek levágásával alkalmatlanná tették az uralkodásra.

## Fordítás
- Ez a szócikk részben vagy egészben  a   Vonones I című angol Wikipédia-szócikk ezen változatának fordításán alapul.  Az eredeti cikk szerkesztőit annak laptörténete sorolja fel. Ez a jelzés csupán a megfogalmazás eredetét és a szerzői jogokat jelzi, nem szolgál a cikkben szereplő információk forrásmegjelöléseként.

| Előző uralkodó: III. Oródész | Pártus király 8 – 12 | Következő uralkodó: II. Artabanosz |